# Mark Strong
Mark Strong, właśc. Marco Giuseppe Salussolia (ur. 5 sierpnia 1963 w Londynie) – angielski aktor. Najbardziej kojarzony z rolami w filmach: Sherlock Holmes, RocknRolla, Młoda Wiktoria, W sieci kłamstw, Gwiezdny pył, Robin Hood i John Carter.

## Życiorys
Urodził się w Londynie jako syn Austriaczki Waltraud D. (z domu Schrempf) i Włocha Giuseppe’a A. Salussolii. Został wychowany w wierze rzymskokatolickiej. Mówi płynnie po niemiecku. Jego nazwisko nie jest pseudonimem scenicznym, lecz zostało zmienione prawnie, by pomóc mu dopasować się do rówieśników.
W 2016 za rolę Eddiego Carbone w sztuce Arthura Millera Widok z mostu zdobył Laurence Olivier Award i nagrodę Theatre World oraz był nominowany do Drama Desk i Tony Award.

## Filmografia

### Filmy fabularne
- 2001: Droga do wolności – Dusty Miller
- 2005: Revolver – Sorter
- 2005: Oliver Twist – Toby Crackit
- 2005: Syriana – Mussawi
- 2006: Tristan i Izolda – Lord Wictred
- 2007: Gwiezdny pył – książę Septimus
- 2007: W stronę słońca – Pinbacker
- 2008: RocknRolla – Archy
- 2008: Niezwykły dzień panny Pettigrew – Nick Calderelli
- 2008: W sieci kłamstw – Hani Salaam
- 2009: Sherlock Holmes – Lord Henry Blackwood
- 2009: Młoda Wiktoria – Sir John Conroy
- 2010: Robin Hood – Sir Godfrey
- 2010: Kick-Ass - Frank D'Amico
- 2011: Dziewiąty legion – Guern/Lucius Caius Metellus
- 2011: Szpieg - Jim Prideaux
- 2012: John Carter – Matai Shang
- 2014: Kingsman: Tajne służby – Merlin
- 2014: Zanim zasnę - dr Mike Nash
- 2016: Sama przeciw wszystkim – Rodolfo Schmidt
- 2016: The Siege of Jadotville – Conor Cruise O’Brien
- 2016: Approaching the Unknown – kapitan William Stanaforth
- 2016: Grimsby – Sebastian Graves
- 2017: 6 Days – Max Vernon
- 2017: Kingsman: Złoty krąg – Merlin
- 2019: 1917 – kapitan Smith
- 2019: Shazam! – doktor Sivana
- 2021: Cruella – John